# Glomeroides orator
Glomeroides orator är en mångfotingart som beskrevs av Shear 1986. Glomeroides orator ingår i släktet Glomeroides och familjen klotdubbelfotingar. Inga underarter finns listade i Catalogue of Life.